# 金婚 (电视剧)
《金婚》，是中国北京电视艺术中心和世纪星润公司于2007年联合出品的一部50集电视连续剧，讲述一对生活在北京的平凡夫妻---佟志(红光机械厂工程师)和文丽(厂小学数学老师)从1956年结婚到2005年金婚50年的家庭历程。该剧采用编年体的形式，一年一集故事。

## 演员

### 佟家
| 演员          | 角色            | 人物关系                       | 备注 |
| 王彩平        | 佟母            |                                |      |
| 张国立        | 佟志            | 重型机械厂的青年标兵           |      |
| 蒋雯丽        | 文丽            | 厂小学数学老师                 |      |
| 苗乙乙 张舒羽 | 佟燕妮 少年时期 | 佟志与文丽的大女儿，嫂的干女儿 |      |
| 彭心宜        | 佟南方          | 佟志与文丽的二女儿             |      |
| 明加 赵丽颖   | 佟多多 少年时期 | 佟志与文丽的小女儿             |      |
| 王雷          | 佟思博（大宝）  | 佟志与文丽的儿子               |      |
| 斌            | 刘强            | 佟燕妮的髮小，丈夫             |      |
| 张晓龙        | 苏戈            | 佟南方的丈夫                   |      |
| 翟军          | 跃进            | 大庄与庄嫂的儿子，多多的丈夫       |      |
| 赵秦          | 卢姗            | 大宝的老婆                     |      |
| 何亚男        | 吳彥蓋（改改）  | 燕妮的女儿                     |      |

### 文家
| 演员   | 角色   | 人物关系       | 备注 |
| 韩继明 | 文父   |                |      |
| 严敏求 | 文母   |                |      |
| 普超英 | 文秀   | 文丽的大姐     |      |
| 金顺子 | 文惠   | （文丽的二姐） |      |
| 柳彬   | 二姐夫 | 文丽的二姐夫   |      |
| 蒋雯丽 | 文丽   | 参见佟家       |      |
| 王海燕 | 梅梅   | 文丽的表妹     |      |

### 庄家
| 演员   | 角色        | 人物关系         | 备注 |
| 林永健 | 庄玉心/大庄 |                  |      |
| 李菁菁 | 高淑贞/庄嫂 |                  |      |
| 翟军   | 庄跃进      | 大庄与庄嫂的儿子 |      |

### 友情出演
| 演员   | 角色                  | 人物关系                                   | 备注 |
| 柴鸥   | 方卓雅/方红兵、姚爱伦 | 佟志的老乡，喜欢佟志                       |      |
| 丁勇岱 | 钟老师                | 文丽的老师，深受学生爱戴                   |      |
| 沈傲君 | 李天骄                | 机械厂技术员，高干子弟，爱慕佟志。         |      |
| 刘欢   | 梁子                  | 李天骄的同学，机械厂职工                   |      |
| 贺刚   | 夏老师                | 工农兵大学毕业，起初分配到厂小学，爱慕文丽 |      |
| 冯雷   | 孙凯                  | 大宝的朋友                                 |      |
| 谭洋   | 程洪阳                | 燕妮的男朋友                               |      |
| 杨晓阳 | 秦香莲                | 程洪阳的妻子                               |      |
| 王艺晓 | 兰兰                  | 小保姆                                     |      |
| 张英   | 孙师傅                |                                            |      |

## 制作人员
- 导演 : 郑晓龙
- 编剧 : 王宛平
- 摄影/像 : 崔新平
- 美术（设计） : 杨浩宇
- 剪辑 : 阎涛
- 录音 : 安巍
- 服装（设计） : 赵文秀
- 化妆（设计） : 张红梅
- 灯光/照明（设计） : 杜鹏
- 主题曲演唱 : 谭晶　师鹏
- 主题曲作词 : 朱海
- 主题曲作曲 : 孟卫东
- 出品人 : 郑晓龙　敦勇
- 总监制 : 马朝军　刘爱勤　张苏洲　陈梁　周莉　王广群　王荔茹　陈亚平　李晓枫　杨文虎　冯晨　周绍成
- 总策划 : 郑晓龙　李晓明
- 总制片 : 曹平

## 获奖情况
国内奖项：
　　
- 第十四届白玉兰奖最佳导演奖
- 第十四届白玉兰奖最佳男演员奖
- 第十四届白玉兰奖最佳女演员奖
- 第十四届白玉兰奖最佳电视连续剧银奖

　　（白玉兰奖历史上获奖最多的电视剧，评委会评语：该剧情节生动，贴近生活，是历来生活题材最生动的演绎。）
- 2008年金鹰奖优秀长篇电视剧奖（排名第二）

海外奖项：
- 第八届中日韩电视制作者论坛优秀作品奖
- 第十一届欧亚电视节电视剧最佳创作大奖